# Corbek
Die Corbek ist ein Bach im südlichen Schleswig-Holstein.
Die Quelle der Corbek liegt südlich von Braak. Sie durchquert die Orte Papendorf, Rausdorf und Witzhave, südlich von Witzhave mündet sie in die Bille.
In Rausdorf und beim Gut Heinrichshof ist die Corbek zu Mühlenteichen aufgestaut. Einziger regelmäßiger Zufluss ist der aus Brunsbek kommende Brunsbach in Großensee-Glashütte. Bei sehr hohem Wasserstand des Großensees entwässert auch dieser über die Kranbergbek in die Corbek.
Der Mündungsbereich (nach Querung der Möllner Landstraße) steht seit 1987 unter Naturschutz.